# Laufzeit (Archivwesen)
Als Laufzeit wird im Archivwesen der Zeitraum zwischen der Entstehung und dem Abschluss einer Archivalieneinheit, einer Verzeichnungseinheit oder eines Bestandes bezeichnet.
Die Laufzeit beschreibt den Anfangs- und Endzeitpunkt der Bearbeitung einer Einheit, wobei das Eingangsdatum des frühesten Schreibens und das Datum der letzten Verfügung verwendet wird. Als Zeiteinheit wird immer das Jahr für den Beginn und das Ende des organischen Zuwachses der Archivalieneinheit zur Datumsangabe genutzt. Ebenso als Suchfunktion zur Auffindung von Archivalien im Archivbestand. Die Ermittlung der Laufzeit von Archivalien bildet einen wichtigen Teil der archivischen Verzeichnungsarbeit und dient in der Benutzung der zeitlichen Eingrenzung von Rechercheergebnissen. Die Laufzeit ist auch für die Berechnung der archivischen Sperr- und Schutzfristen von Bedeutung.
Bei der Titelaufnahme werden Anfangs- und Endjahr mit einem Bindestrich verbunden (....-....) Ein Geschäftsjahr kann mit Schrägstrich bezeichnet werden (..../....). Sollen längere Unterbrechungen der Laufzeit angezeigt werden, sind die Laufzeitangaben durch ein Komma zu trennen (....-...., ....-....). Erschlossene Datierungen werden in eckige Klammern gesetzt ([....-....]). Vor- und Nachakten sowie Daten beigefügter Schriftstücke, die von der Laufzeit der Archivalieneinheit abweichen, werden in runden Klammern vermerkt. Ältere Stücke vor dem Anfangsjahr, jüngere Schriftstücke nach dem Endjahr ((....-....) ....-.... (....-....)).
Die Nebenlaufzeit einer Archivalieneinheit bezeichnet die Zeitspanne jener Dokumente, die außerhalb der eigentlichen Laufzeit entstanden sind und für den Verwaltungsvorgang der Einheit von nachrangiger Bedeutung sind.